# Krnica (gmina Gorje)
Krnica – wieś w Słowenii, w gminie Gorje. W 2018 roku liczyła 422 mieszkańców.